# Обсада на Фуентерабия
Обсадата на Фуентерабия се провежда от юни до септември 1638 г. по време на Тридесетгодишната война и Френско-испанската война между Испания и Франция.
Френската армия, командвана от Анри дьо Бурбон, принц на Конде и Анри дьо Сорди, състояща се от 27 000 души и няколко военни кораба обсаждат граничния испански град Фуентерабия за два месеца, като изстрелват над 16 000 снаряда в града, оставяйки само 300 оцелели, повечето жени и деца. Въпреки че градът е практически унищожен, той не се предава.
На 7 септември испанската армия, водена от Хуан Алфонсо Енрикес де Кабрера идва на помощ на града и побеждава френските сили.